# Forch
Forch är en ort i kommunerna Küsnacht och Maur i kantonen Zürich i Schweiz. Den ligger cirka 9,5 kilometer sydost om centrala Zürich. Orten har 4 294 invånare (2021).
Den östra delen av Forch, som ligger i kommunen Maur, består av de sammanväxta byarna Aesch och Scheuren.